# Orgeln der Basilika Scheyern
Die 1979 geweihte Hauptorgel der Basilika Scheyern wurde vom Orgelbaumeister Georg Jann gefertigt. Das Vorgängerinstrument wurde 1907 von Heinrich Koulen erbaut und in den 1960er Jahren durch die Firma Nenninger umgebaut. Die Jann-Orgel verfügt über 39 Register, die auf drei Manuale und Pedal verteilt sind. Neben der Hauptorgel beherbergt die Basilika seit 1970 eine kleine Kapitelorgel der Firma WRK Orgelbau (II/P/7) und seit 2019 eine einmanualige Chororgel von Mathis Orgelbau mit 15 Registern.

## Hauptorgel

### Baugeschichte

#### Neubau durch Jann 1979
Die im Jahr 1979 erbaute Hauptorgel von Georg Jann (heute: Thomas Jann Orgelbau) hat 2526 Pfeifen, einen freistehenden Spieltisch, 39 klingende Register, 46 Registerzüge, rein mechanische Tontraktur, Schleifwindladen, elektropneumatische Registertraktur und 5 mechanische Setzerkombinationen (2020 durch eine elektronische Setzeranlage ersetzt). Die Orgel wurde in ein neobarockes Hauptgehäuse eingebaut, welches in seiner äußeren Form verändert wurde. Das Rückpositiv wurde in Zusammenhang mit der Neugestaltung der Emporenbrüstung durch Herrn Architekten Schedl entworfen. Im Februar 2020 erfolgte eine Reinigung, Neuintonation und technische Überarbeitung des Instruments durch die Firma Mathis Orgelbau.

### Disposition ab 1979

#### Hauptorgel
| I Rückpositiv C–g3 |                |
| Rohrflöte          | 8′             |
| Prinzipal          | 4′             |
| Holzflöte          | 4′             |
| Waldflöte          | 2′             |
| Sesquialtera       | 2 ⁄3′ + 1 3⁄5′ |
| Quinte             | 1 ⁄3′          |
| Cymbel III-IV      | 1′             |
| Musette            | 8′             |
|                    |                |
|                    |                |
| Tremulant          |                |

| II Hauptwerk C–g3 |       |
| Bourdon           | 16′   |
| Principal         | 8′    |
| Gemshorn          | 8′    |
| Octave            | 4′    |
| Koppelflöte       | 4′    |
| Quinte            | 2 ⁄3′ |
| Superoctave       | 2′    |
| Mixtur IV–VI      | 1 ⁄3′ |
| Cornett V         |       |
| Trompete          | 8′    |

| III Solowerk C–g3 |        |
| Gedackt           | 8'     |
| Salizional        | 8′     |
| Schwebung         | 8′     |
| Viola             | 4′     |
| Blockflöte        | 4′     |
| Nasat             | 2 ⁄3′  |
| Nachthorn         | 2′     |
| Terz              | 1 3⁄5′ |
| Scharff IV        | 1 ⁄3′  |
| Vox humana        | 8'     |
| Kromorne          | 8′     |
|                   |        |
| Tremulant         |        |

| Pedal C–f1 |         |
| Offenbaß   | 16′     |
| Subbaß     | 16′     |
| Quinte     | 10 2⁄3′ |
| Octavbaß   | 8′      |
| Rohrbaß    | 8′      |
| Hohlflöte  | 4′      |
| Mixtur V   | 2'      |
| Bombarde   | 16′     |
| Posaune    | 8′      |
| Clairon    | 4′      |

- Koppeln: I/P, II/P, III/P, I/II und III/II. Seit 2020 auch Suboktavkoppeln.

## Chororgel

### Neubau durch Fa. Mathis
Im Jahr 2019 erbaute die Firma Mathis Orgelbau eine neue Chororgel für die Basilika, welche ein Instrument von Guido Nenninger aus den sechziger Jahren ersetzt. Die neue Chororgel hat 814 Pfeifen, 15 Register, und sechs Wechselschleifen, rein mechanische Ton- und Registertraktur und Schleifladen. Der kunstvoll geschnitzte Dekor am Orgelprospekt wurde von dem Wendelsteiner Bildhauer und Krippenbauer Norbert Tuffek geschaffen.

### Disposition der Chororgel
| I. Manual C–g3 |        |
| Prinzipal      | 8'     |
| Copel (W)      | 8′     |
| Viola (W)      | 8′     |
| Octav          | 4'     |
| Flauto (W)     | 4′     |
| Quint (W)      | 2 ⁄3′  |
| Superoctav (W) | 2'     |
| Terz (W)       | 1 3⁄5' |
| Mixtur         | 1 ⁄3′  |
|                |        |
|                |        |

| II. Manual C–g3 |    |
| Flaut travers   | 8′ |

| Pedal C–f1     |     |
| Subbass        | 16' |
| Oktavbass      | 8′  |
| Copelbass      | 8′  |
| Superoctavbass | 4′  |
| Trompetenbass  | 8'  |

(W) = Wechselschleife
- Koppeln: I/P, II/P, I/II. Zimbelstern, Tremulant

## Kapitelkirche

### Aktuelle Orgel
Erbaut im Jahr 1970 von WRK Orgelbau, München.
| I. Manual C–g3 |       |
| Gedackt        | 8′    |
| Praestant      | 4′    |
| Mixtur         | 1 ⁄3′ |

| II. Manual C–g3 |    |
| Weidenpfeife    | 8′ |
| Flöte           | 4′ |
| Waldflöte       | 2′ |

| Pedal C–g1 |     |
| Subbass    | 16′ |

- Koppeln: II/I, II/P, I/P.

## Aufnahmen/Tonträger
- Orgelmusik aus der Benediktinerabtei Scheyern – Harald Feller (2004), Symicon, Hybrid SACD[4]
- Jozef Sluys spielt Bach an der Jann-Orgel der Benediktinerabtei Scheyern (1995), Christophorus Records[5]